# 마크 콜리

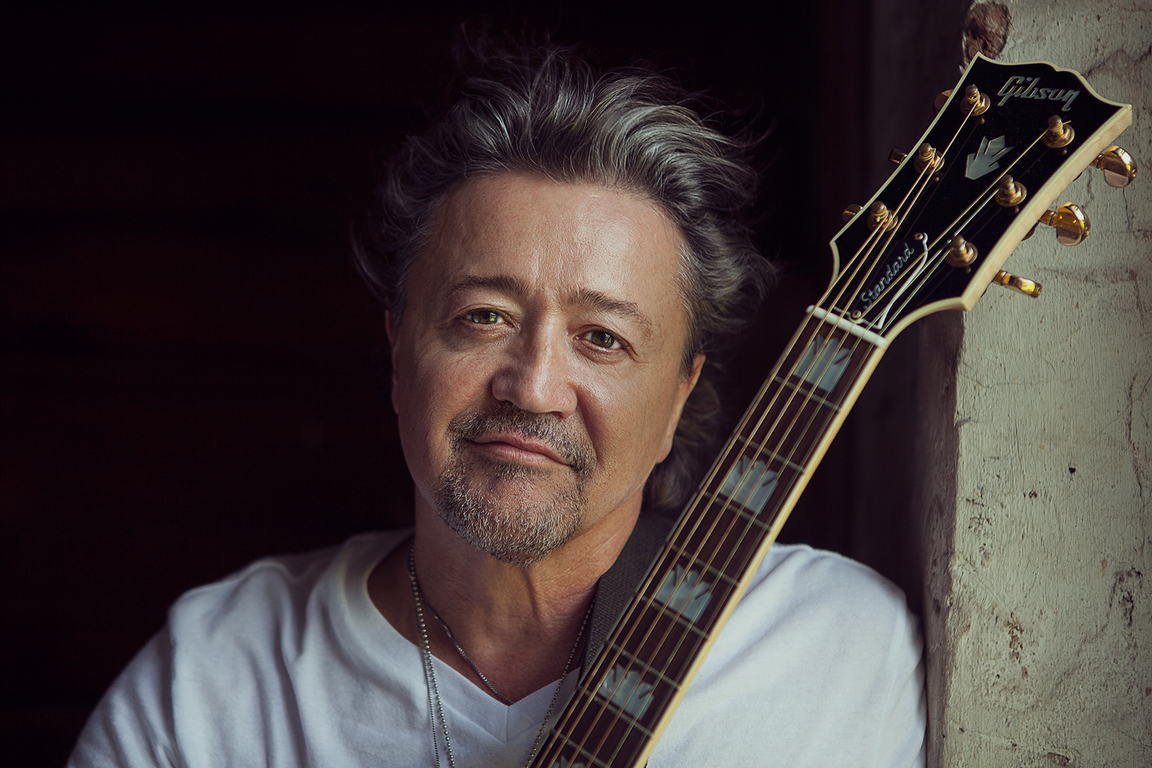

마크 콜리(Mark Collie, 1956년 1월 18일 ~ )는 미국의 싱어송라이터, 배우이다.

## 영화
- 킬 스위치 (2008년)
- 퍼니셔 (2004년)
- 닥터 퀸 - 더 무비 (1999, Dr. Quinn Medicine Woman: The Movie)
- 파이어 다운 (1997년)